# Valentino (usurpador)
Valentino (em grego: Οὐαλεντῖνος/Βαλεντῖνος) foi um general e usurpador bizantino. De acordo com Sebeos, Valentino era de origem armênia, sendo descendente da clã real arsácida. Foi inicialmente um membro da comitiva do sacelário Filágrio, e foi encarregado no começo de 641 pelo imperador Constantino III (r. fevereiro-maio de 641) de distribuir dinheiro as tropas de modo a assegurar a lealdade delas para seu filho infante Constante, e não para a facção da imperatriz de Martina, viúva de Heráclio. É possível que ele tenha sido nomeado como general ou plenipotentiário do exército bizantino, ou que tenha ostentado o posto de conde do obséquio.
No evento, contudo, sobre a morte do imperador Constantino em maio de 641, Martina e seu filho Heraclonas tomaram o poder, enquanto os partidários de Constante, dentre os quais Filágrio, foram banidos. Neste ponto, Valentino, que tinha levado a cabo sua missão e garantiu o apoio do exército, liderou as tropas em todo o Bósforo a partir de Constantinopla para Calcedônia onde exigiu que Constante se tornasse coimperador. Cedendo a essa pressão, no final do setembro Constante foi coroado co-imperador por Heraclonas. Em um esforço de reduzir a importância deste ato, contudo, Heraclonas também elevou ao mesmo tempo como co-imperadores seus irmãos mais novos Davi e Marino. O próprio Valentino foi "recompensado" com o título de conde dos excubitores. No entanto, de acordo com o registro de Sebeos, foi Valentino que projetou a queda final e mutilação de Martina e Heraclonas poucos meses depois, e impôs Constante como único imperador bizantino.
No início de 642, Valentino foi, portanto, o homem mais poderoso no Império Bizantino e aparentemente foi prestado honras quase-imperiais, principalmente por ser autorizado a usar a púrpura imperial. No mesmo período foi nomeado comandante-em-chefe do exército bizantino, e sua filha Fausta casou-se com Constante II sendo ela proclamada augusta. Em 643/644, Valentino liderou uma campanha contra os árabes, supostamente em um movimento de pinça com outro exército sob o general armênio de nome Davi. O exército de Valentino, contudo, foi derrotado e ele mesmo teria entrado em pânico e fugido, deixando seu tesouro para ser capturado pelos árabes.
Em 644 ou 645, Valentino tentou usurpar o trono de seu genro. Ele aparece em Constantinopla com um contingente de tropas, e exigiu ser coroado imperador. Seu apelo pelo trono, contudo, falhou, desde que tanto a população da capital como o principais homens do Estado, e acima de tudo o patriarca Paulo II, rejeitaram sua aclamação. De acordo com as crônicas, a população linchou seu enviado Antonino antes de prosseguir para matar o próprio Valentino.